# Takashi Kanai
Takashi Kanai (Kanagawa, 5 februari 1990) is een Japans voetballer.

## Carrière
Takashi Kanai tekende in 2008 bij Yokohama F. Marinos.